# 迈索尼斯
迈索尼斯（法語：Maisonnisses，法語發音：[mɛzɔnis]）是法国克勒兹省的一个市镇，属于盖雷区。

## 地理
迈索尼斯（46°3'47"N, 1°53'56"E）面积11.12 平方千米，位于法国新阿基坦大区克勒兹省，该省份为法国中部省份，位于法國中央高原西北部，北起安德尔省和谢尔省，西接维埃纳省，南至科雷兹省，东临多姆山省，东北与阿列省接壤。
与迈索尼斯接壤的市镇（或旧市镇、城区）包括：拉沙佩勒圣马夏尔、莱皮纳、佩拉布、萨尔当。

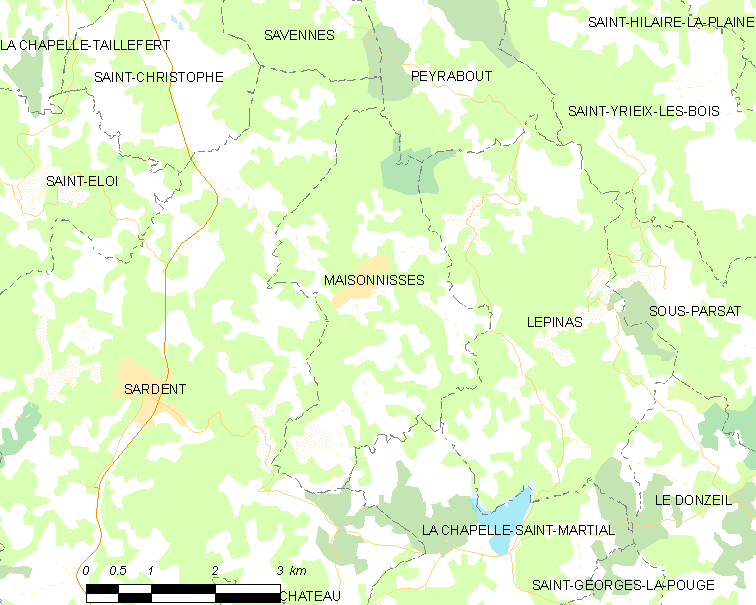
迈索尼斯的OSM定位图

迈索尼斯的时区为UTC+01:00、UTC+02:00（夏令时）。

## 行政
迈索尼斯的邮政编码为23150，INSEE市镇编码为23118。

## 政治
迈索尼斯所属的省级选区为阿安县。

## 人口

1962-2008年间迈索尼斯人口变化图示

迈索尼斯于2022年1月1日时的人口数量为175人。